# Enric Badia Romero
Enric Badia Romero   (Barcelona, 24 d'abril de 1930 - Barcelona, 15 de febrer de 2024) també conegut com a Enrique Badía Romero o simplement "Romero" va ser un dibuixant de còmics català, germà del també dibuixant Jordi Badía Romero (Jobaro) amb qui va formar equip de vegades, signant com Hnos. Badía.

## Biografia
A mitjans dels anys 40 es va convertir en assistent del dibuixant Emilio Freixas. El 1947, recomanat pel mateix Freixas, Romero va debutar en solitari a la revista El Coyote. El 1952 i al costat de García Lorente i Ramon Monzón, va fundar una acadèmia d'ensenyament de dibuix per correspondència. També va començar a treballar com a il·lustrador de àlbums de cromos (Hombres de lucha, 1956).
El 1957 va entrar a treballar a la Editorial Bruguera, que assortia de material a l'editorial londinenca Fleetway, encara que aviat passaria a Ibero Mundial, concretament en les seves col·leccions "Claro de Lluna" i " Lilian, azafata del aire". Romero va decidir llavors destinar directament la seva producció a l'estranger, a través d'agències com Selecciones Ilustradas de Josep Toutain.
Després de diversos anys realitzant dues sèries específiques per a Fleetway i diverses històries per la nord-americana Warren Publishing, el 1970 el diari londinenc Evening Standard, per al qual realitzava una tira diària, li va proposar substituir Jim Holdaway com a dibuixant de la famosa sèrie Modesty Blaise de Peter O'Donnell. Gràcies a la popularitat del personatge, que va dibuixar en un principi fins a 1978, Romero va adquirir gran reputació en el mitjà fora d'Espanya. Per a la editorial espanyola Ruiz Romero, va il·lustrar l'àlbum de cromos Hace millones de años (1972).
El 1976 va dibuixar per a l'editorial francesa Vaillant diversos episodis de la sèrie Rahan de Roger Lecureux i André Chéret, per la revista francesa Pif Gadget, finalitzant la seva col·laboració per desavinences amb el creador poc després. El 1978 Romero va aconseguir crear la seva pròpia tira diària, Axa, per al diari londinenc The Sun, que es va publicar fins a 1984. Romero va ser novament contractat per continuar Modesty Blaise a partir de 1986, tira que el dibuixant va compaginar amb diversos "revivals" d'Axa.
Posteriorment, va dibuixar el personatge Judge Anderson per l'Annual 1987 de la revista 2000 AD, Durham Red (2002) per revista Judge Dredd Megazine i el 2009 una historieta de'11 pàgines de Shang-Chi: Master of Kung Fu One-Shot, de Marvel Còmics. El 2011 va dibuixar historietes curtes del personatge Djustine, per al mercat italia. Aquestes foren les seves últimes aportacions al món del còmic abans de la seva mort el febrer del 2024.

## Obra
- 1953 Disco (Editorial Símbolo)
- 1953 Carmesí (Editorial Símbolo)
- 1954 Cobalto (Editorial Símbolo)
- 1955 Rommel, amb guió de Félix Rossell (Editorial Símbolo)
- 1955 Héroes Bíblicos, amb guió de Lasting Grumbler (Editorial Símbolo)
- 1956 Trovador (Gráficas Soriano)
- 1958 Bill Fury, com a guionista al costat de Jobaro i amb dibuixos de Luis Ramos (Gestión)
- 1958 Kit Carson, amb Jobaro (Ediciones Cliper)
- 1958 Dos Corazones (Indedi)
- 1958 Joya, amb Jobaro (Casurellas)
- 1959 Claro de Luna (Ibero Mundial de Ediciones)
- 1959 Tres Hadas Gigante
- 1959 Cheyenne, amb Jobaro (Editorial Marco)
- 1959 Operación Secuestro (Editorial Marco)
- 1960 Lilian, Azafata del Aire, amb altres (Ibero Mundial de Ediciones)[1]
- 1970 Modesty Blaise, amb guió de Peter O'Donnell
- 1976 Rahan, amb guió d'André Chéret, per a "Pif gadget"
- 1978 Axa, amb guió de Donne Avenell, per a "The Sun"
- 1986 Judge Anderson: "Golem", amb guió d'Alan Grant, a 2000 AD Annual 1987
- 2002 The Scarlet Apocrypha : "Children of the Night", amb guió de Dan Abnett, a Judge Dredd Megazine, vol. 4 # 15